# Сочинський Іван Іванович
Іван Іванович Сочинський (1907, село Михайлівське Подільської губернії, тепер Україна — ?) — вірменський радянський діяч, секретар ЦК КП(б) Вірменії із хімічної промисловості, міністр місцевої промисловості Вірменської РСР. Депутат Верховної ради Вірменської РСР. 

## Життєпис
У 1935 році закінчив Новочеркаський індустріальний інститут. Член ВКП(б).
У 1935—1940 роках — інженер, головний механік, енергетик Кіроваканського хімічного заводу Вірменської РСР.
У 1940 — березні 1941 року — завідувач відділу хімічної промисловості ЦК КП(б) Вірменії.
26 березня 1941 — серпні 1943 року — секретар ЦК КП(б) Вірменії із хімічної промисловості.
У серпні 1943 — квітні 1948 року — заступник секретаря ЦК КП(б) Вірменії із промисловості та транспорту — завідувач промислово-транспортного відділу ЦК КП(б) Вірменії.
14 квітня 1948 — червень 1957 року — міністр місцевої промисловості Вірменської РСР.
У червні 1957 — 1965 року — начальник Управління машинобудування та верстатобудування Ради народного господарства Вірменської РСР.
У 1966—1976 роках — заступник голови Державного планового комітету (Держплану) при Раді міністрів Вірменської РСР.
Подальша доля невідома.

## Нагороди
- орден «Знак Пошани» (23.11.1940)
- ордени
- медалі